# 破虜湖

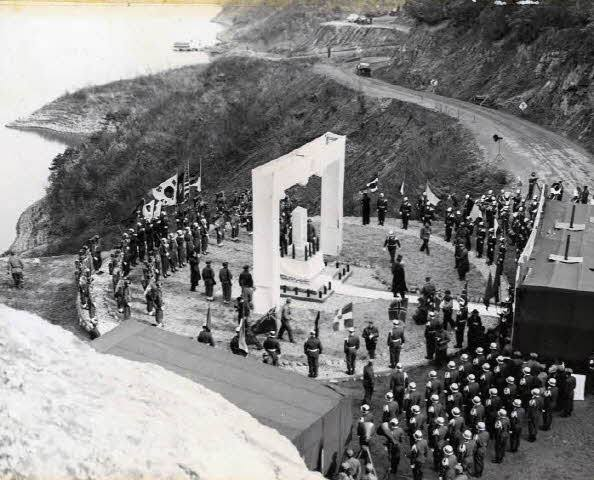
1955年破虜湖纪念碑落成仪式

破虜湖（：／ Paro-ho），又稱華川湖（／ Hwacheon-ho），是大韩民国最北端的人工湖，位於江原特別自治道華川郡、楊口郡，形成於1944年5月北漢江華川水壩建成時。面積38.9平方公里，可蓄水10億噸，上游為平和水壩。

## 破虏湖战役

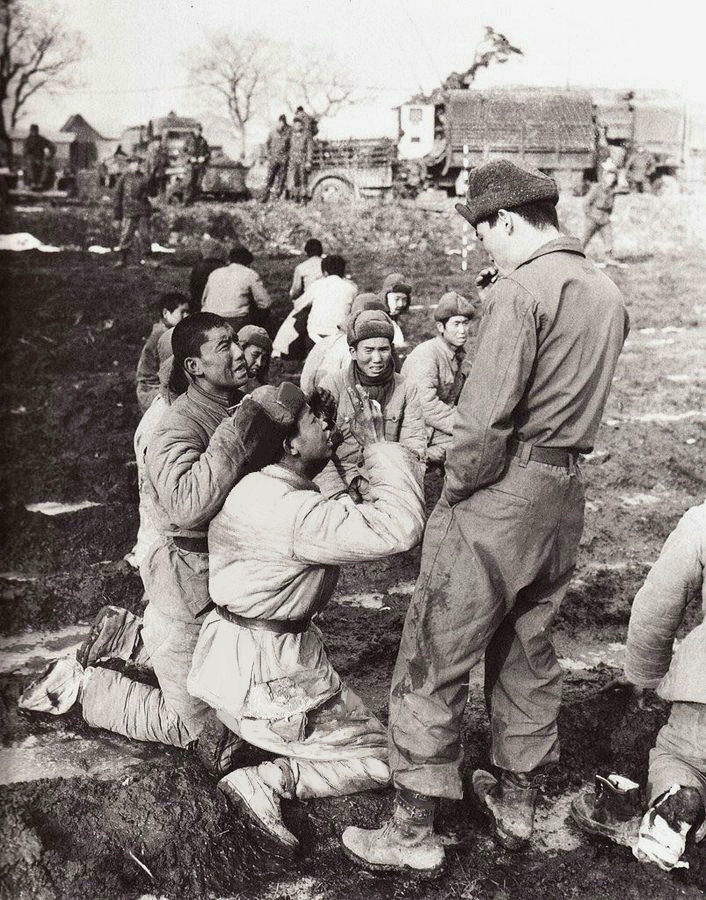
战后志愿军战俘跪在韩国士兵面前

破虜湖原名大鵬湖（대붕호），係因湖面似大鵬展翅得名。朝鲜战争期间，1951年5月26日起4日间水坝附近，张都暎准将率领的韩国陆军第6步兵师和中国人民志愿军第63軍交战，韩军打败了志愿军，並將破虏湖战役視為朝鲜战争期间韩军取得的最伟大的胜利，有部分韓國史料將此戰譽為「現代版薩水大捷」。韩军将志愿军士兵遗体以重型机器推入水坝湖中进行水葬，有指湖水因此变成红色。韩军第6师方面主张，已击毙中国人民志愿军2万人，俘虏2,617人。战后，时任总统李承晚访问水坝湖之际以「擊破蠻虜」命名为破虏湖。至今仍然有其挥笔的纪念碑。当时，張都暎准将回忆说：“我以前从未俘获过这么多中共战俘。

## 相关條目
- 破虏湖战役